# Ла Спеція (провінція)
Прові́нція Ла Спе́ція (італ. Provincia della Spezia) — провінція в Італії, у регіоні Лігурія.
Площа провінції — 882 км², населення — 223 047 осіб.
Столицею провінції є місто Спеція.

## Географія

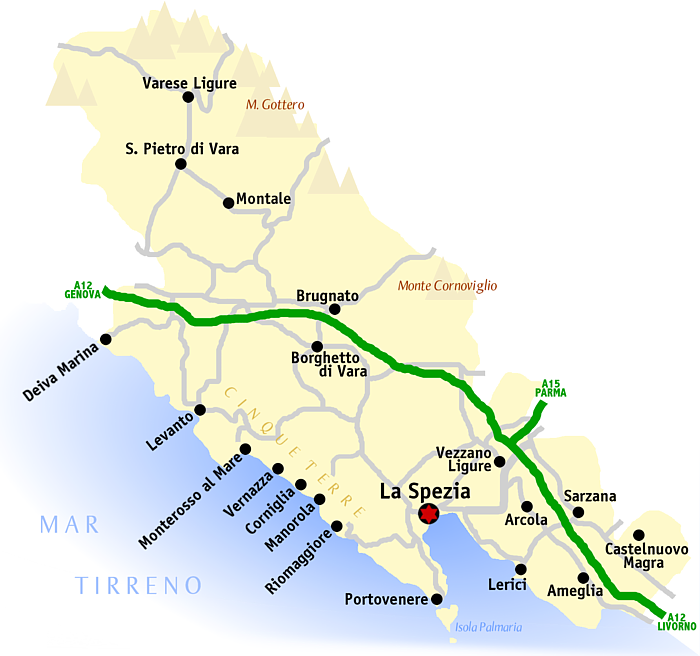
Мапа провінції

Межує на заході з провінцією Генуя, на півночі з регіоном Емілія-Романья (провінцією Парма), на сході з регіоном Тоскана (провінцією Масса-Каррара), і на півдні з Лігурійським морем.